# Ustawa o sporcie
Ustawa z dnia 25 czerwca 2010 r. o sporcie – polska ustawa, uchwalona przez Sejm RP, regulująca kwestie prawne związane z uprawianiem i organizacją sportu.
Ustawa określa:
- zasady działania klubów i związków sportowych
- zasady działania polskich związków sportowych
- zasady nadzoru nad polskim związkiem sportowym
- uprawnienia Polskiego Komitetu Olimpijskiego
- zasady wspierania sportu przez władze publiczne
- zasady bezpieczeństwa w sporcie
- kwalifikacje zawodowe w sporcie
- zasady odpowiedzialności dyscyplinarnej oraz rozstrzygania sporów w sporcie.

## Nowelizacje
Ustawę znowelizowano wielokrotnie. Nowelizacja z 2015 była w latach 2016–2020 przedmiotem dochodzenia Prokuratury Krajowej i Centralnego Biura Antykorupcyjnego. Ostatnia zmiana weszła w życie w 2025 roku.